# Parallelia calefasciens
Parallelia calefasciens là một loài bướm đêm trong họ Erebidae.